# Lhota u Vsetína
Lhota u Vsetína (en allemand : Lhota bei Lipthal) est une commune du district de Vsetín, dans la région de Zlín, en Tchéquie. Sa population s'élevait à 794 habitants en 2020.

## Géographie
Lhota u Vsetína se trouve à 5 km au sud-ouest de Vsetín, à 24 km à l'est-nord-est de Zlín et à 268 km à l'est-sud-est de Prague.
La commune est limitée par Ratiboř au nord, par Vsetín au nord et au nord-est, par Ústí à l'est, par Leskovec et Seninka au sud, et par Liptál à l'ouest.

## Histoire
La première mention écrite du village date de 1374.